# Terenti Graneli

Graneli Unterschrift

Terenti Kwirkwelia (georgisch ტერენტი კვირკველია, besser bekannt unter seinem literarischen Pseudonym Terenti Graneli georgisch ტერენტი გრანელი; * 1897 in Zalendschicha, Gouvernement Kutaissi; † 1934 in Tiflis) war ein georgischer Dichter und Essayist und Grafiker.
Terenti Graneli wurde 1897 (nach anderen Informationen 1898) in einer armen Bauernfamilie von Samson Kwirkwelia geboren. Im Alter von sieben Jahren verlor er seine Mutter Ivlita, die bei der Geburt starb, und hinterließ zwei Töchter und einen Sohn in der Obhut seines Vaters. Bald heiratete sein Vater wieder, und seine Stiefmutter, Daria Mebonia, behandelte seine Adoptivkinder wie seine eigenen und liebte Terentius besonders, der diese elterliche Wärme ein Leben lang in Erinnerung behielt. Die Familie bemerkte früh die Begabung des Jungen und schickte ihn auf die Grundschule, und der örtliche Philanthrop und die öffentliche Person Jakob Schanawa förderte die Begeisterung des Jungen für das Lesen und erlaubte ihm, seine Bibliothek zu benutzen, wo der junge Terenti die Klassiker der Weltliteratur kennenlernte.
Nach dem Abschluss der Grundschule in Zalendschicha zog Terenti 1918 nach Tiflis und besuchte dort die Bildungskurse von Schalwa Nuzubidse, die er 1920 abschloss. Er arbeitete bei der Eisenbahn als Kuppler und Schaffner, später wurde er Kurier für die Zeitung Sakhalkho Sakme (Volkssache) und begeisterte sich für das Verfassen von Gedichten.
1918 wurde sein Talent von Semion Qauchtschischwili, der dort arbeitete, bemerkt, und er half bei der ersten Veröffentlichung der Gedichte des Dichters.
Im Jahr 1919 wählte Terenti Kwirkwelia das literarische Pseudonym Graneli. Seine Schwestern glaubten, dass das Pseudonym von dem lateinischen Wort granum (Korn) stammt, aber es gibt auch eine Version, dass das Pseudonym die Erinnerung an Terence' unglückliche Liebe zu einer italienischen Sängerin Granelli sein könnte, die zu dieser Zeit in Tiflis auftrat.
Im Jahr 1919 erschienen seine Gedichte weiterhin in Tifliser Zeitschriften, und 1920 und 1921 wurden zwei Gedichtsammlungen veröffentlicht, die von den Lesern begeistert aufgenommen wurden.

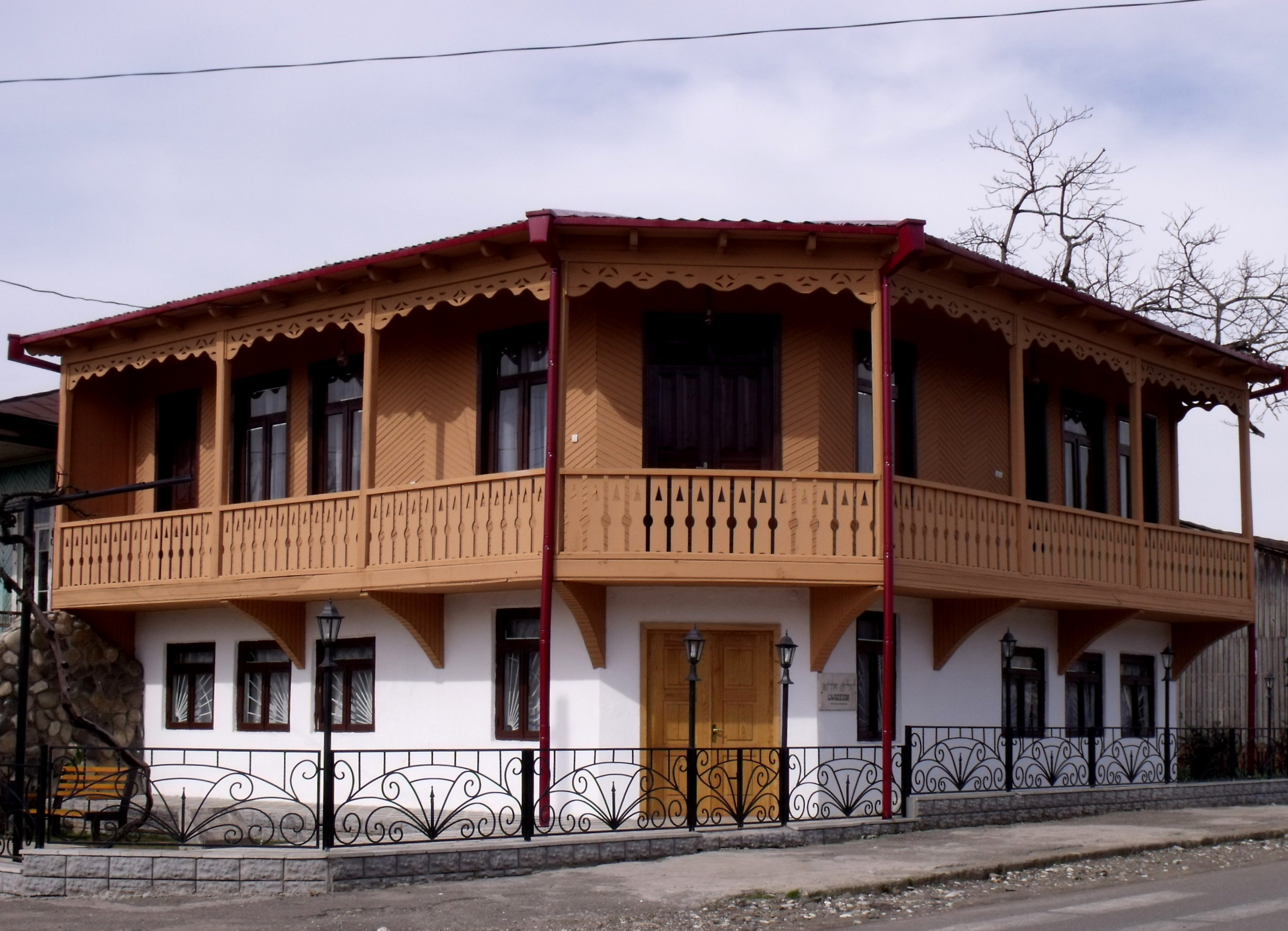
Graneli Haus-Museum in Zalenjikha

Graneli begrüßte enthusiastisch die Revolution in Russland und sah darin eine Chance für die Wiederbelebung der georgischen Identität und Staatlichkeit, begrüßte die Gründung der Georgischen Demokratischen Republik. Der anschließende Sturz der demokratischen Regierung Georgiens 1921 und die Repressionen machten ihn zu einem Gegner der bolschewistischen Macht, was sich in seiner sozialen Lyrik jener Jahre nachvollziehen lässt. 1924 veröffentlichte er die Gedichtsammlung „Memento mori“, die zum Höhepunkt seines Schaffens wurde und begeisterte Kritiken seiner Zeitgenossen, darunter Galaktion Tabidse und  Wassil Barnowi, erntete.
Seit 1928 kämpfte der Dichter ständig mit Depressionen, die durch die Ablehnung seines Werkes in der offiziellen sowjetischen Literatur noch verschlimmert wurden. Er starb 1934 in Tiflis, in Armut, und wurde von Freunden auf dem Peter-und-Paul-Friedhof begraben. Seine Schwestern legten einen steinernen Grabstein auf sein Grab und pflegten es viele Jahre lang. Im Jahr 1987 wurde die sterblichen Überreste des Dichters in das Pantheon der Kulturfiguren in Didube übertragen. Granelis Manuskripte wurden von seinen Schwestern aufbewahrt und später dem Staatlichen Georgischen Leonidse-Literaturmuseums übergeben. Ein bedeutender Teil des Nachlasses von Terenti Graneli wurde noch nicht veröffentlicht, darunter auch seine Zeichnungen, die in den Lagerräumen von Museen aufbewahrt werden.